# ドラール・デ・ゾルモー
ドラール・デ・ゾルモー（Dollard-des-Ormeaux）は、カナダのケベック州のモントリオール地域にある都市。略称はD.D.O。モントリオール大都市圏に属し、人口は2016年時点で4万8899人。

## 概要
1924年に設立。1960年代以降に宅地開発が進み、緑豊かなモントリオールの郊外として発展をつづけた。人口は2016年時点で4万8899人で、モントリオール島内の自治体の中ではモントリオール市に次いで人口が多くなっている。また、住民の大半が英語を母語とする英語圏の自治体である。2002年にモントリオール市に吸収合併されたが、2006年には離脱して再び独立した自治体となった。市名の由来はヌーベルフランス時代に活躍したフランス人殉教者のアダム・ドラール・デ・ゾルモー。ユダヤ系住民が多く住み、市内には緑地や公園が多い。

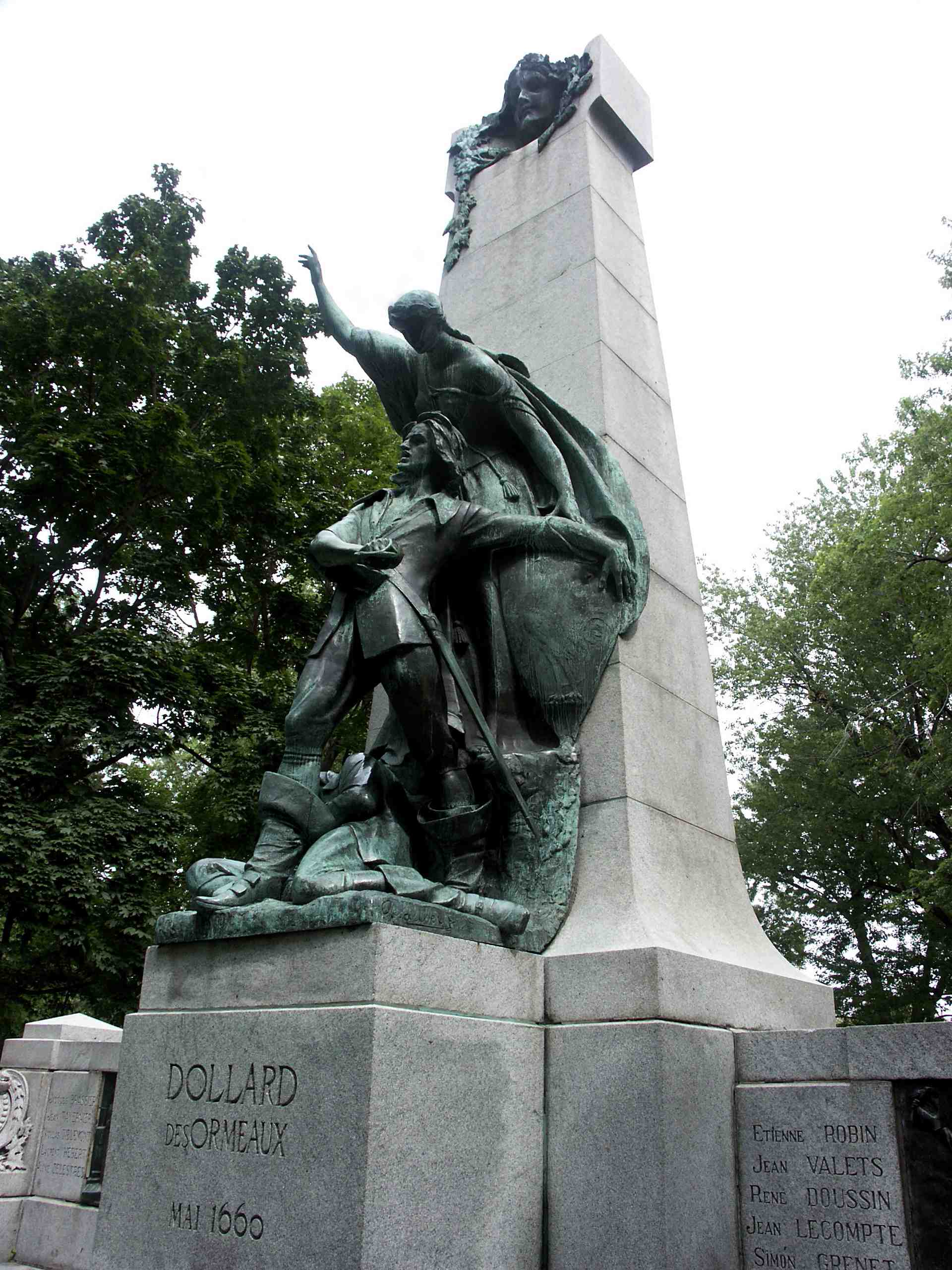
ドラール・デ・ゾルモーの銅像

## 地理
モントリオール島内に属している。北側と東側をモントリオール市に接している。

## 人口動態
| 家庭で使用する言語（ドラール・デ・ゾルモー）2011 | 家庭で使用する言語（ドラール・デ・ゾルモー）2011 | 家庭で使用する言語（ドラール・デ・ゾルモー）2011 | 家庭で使用する言語（ドラール・デ・ゾルモー）2011 | 家庭で使用する言語（ドラール・デ・ゾルモー）2011 |
| ------------------------------------------------ | ------------------------------------------------ | ------------------------------------------------ | ------------------------------------------------ | ------------------------------------------------ |
|                                                  |                                                  |                                                  |                                                  |                                                  |
| フランス語                                       | フランス語                                       |                                                  | 16.1%                                            | 16.1%                                            |
| 英語                                             | 英語                                             |                                                  | 60%                                              | 60%                                              |
| その他                                           | その他                                           |                                                  | 20%                                              | 20%                                              |

2016年センサスによる人口は48,899人であり、近年の人口増加率はほぼ横ばいが続いている。
2016年の統計による住民の家庭で話される言語の割合はフランス語が16.1%に対して英語は60%と過半数を占める英語圏の自治体である。モントリオール島西部の英語圏であるウェストアイランドに属する複数の自治体の中では最も人口が多い。その他の言語も20%となっており多言語社会となっている。英語圏ということもあり、モントリオール島内の自治体の中では例外的にSTOPのみの標識が見られる。

## 宗教
| 宗教（ドラール・デ・ゾルモー）2011 | 宗教（ドラール・デ・ゾルモー）2011 | 宗教（ドラール・デ・ゾルモー）2011 | 宗教（ドラール・デ・ゾルモー）2011 | 宗教（ドラール・デ・ゾルモー）2011 |
| ---------------------------------- | ---------------------------------- | ---------------------------------- | ---------------------------------- | ---------------------------------- |
|                                    |                                    |                                    |                                    |                                    |
| カトリック                         | カトリック                         |                                    | 39.3%                              | 39.3%                              |
| ユダヤ教                           | ユダヤ教                           |                                    | 21.1%                              | 21.1%                              |
| プロテスタント                     | プロテスタント                     |                                    | 12.7%                              | 12.7%                              |
| 東方正教会                         | 東方正教会                         |                                    | 7.9%                               | 7.9%                               |
| イスラム教                         | イスラム教                         |                                    | 5.5%                               | 5.5%                               |

2011年統計ではユダヤ教徒の割合が全人口の5人に1人の21.1%を占めている等、ハンプステッド、コート・サン・リュック、ウエストマウントに次ぐユダヤ人集住地域となっている。市内にはシナゴーグやユダヤ人学校がある。

## 交通
モントリオール大都市圏交通局（RTM）の近郊列車のドゥ・モンターニュ線のサニーブルック駅が設置されている。2021年には近代化した無人電車のREMとして開通予定。市内バスはSTMが担っておりモントリオールと一体化している。